# Coluna de direção

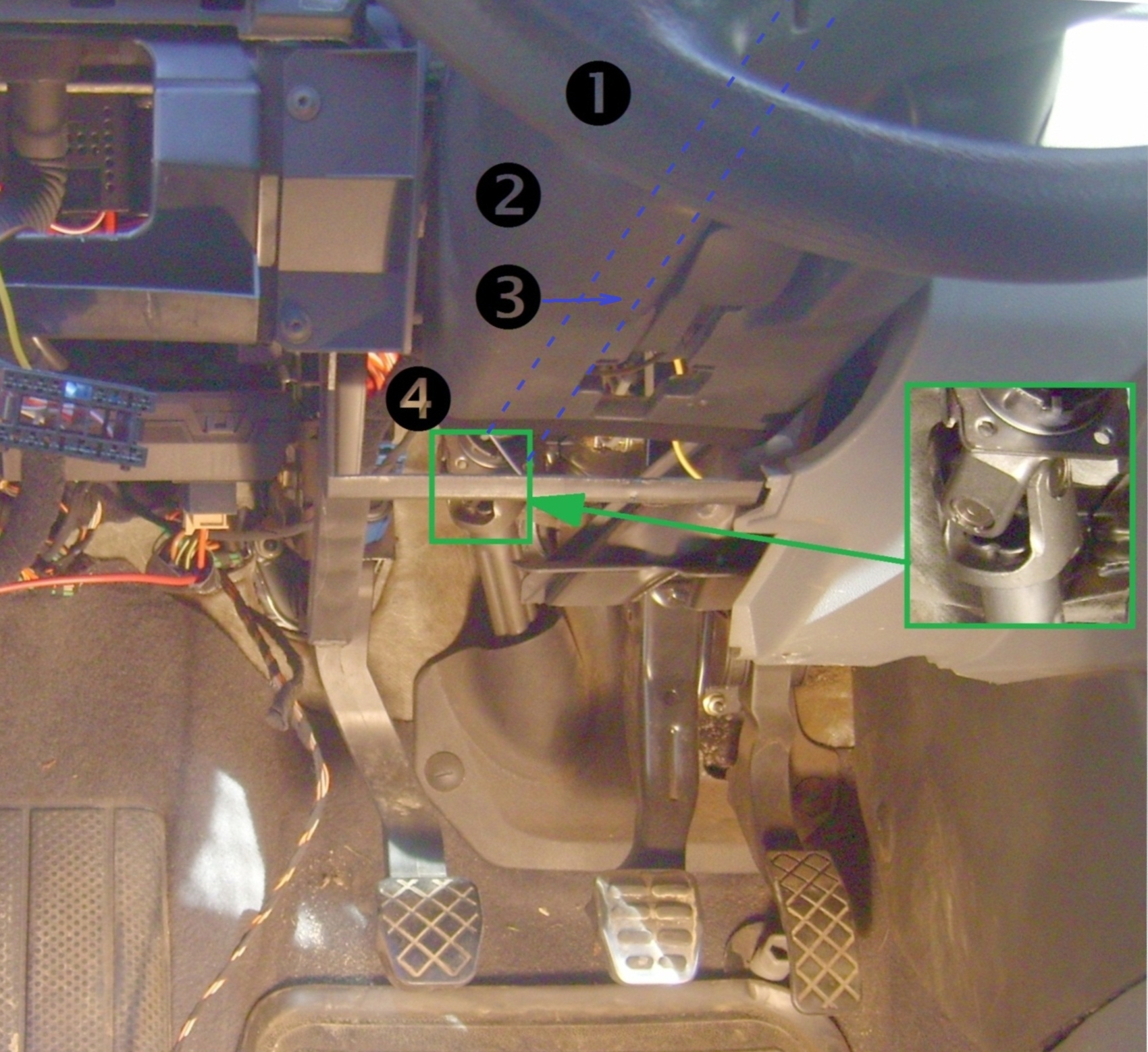
Detalhes de uma coluna de direção

A coluna de direção é o mecanismo que permite transferir os movimentos que o motorista exerce sobre o volante ao mecanismo de esterço (caixa de direção), utilizado em diversos veículos.

## Coluna rebatível
Um dispositivo comum para aumentar a segurança automóvel é a coluna de direção rebatível. Esta coluna foi concebida para colapsar em caso de colisão, de modo a proteger o condutor. A coluna pode colapsar após o impacto com um anel de tolerância inserido entre o eixo interior da coluna de direção e a caixa exterior. As saliências onduladas na circunferência do anel de tolerância actuam como uma mola para manter as duas partes no lugar em condições normais de condução. A um nível específico de força, por exemplo, em caso de colisão, o anel de tolerância permite que o veio interior deslize para dentro da caixa, de modo que a coluna possa colapsar, absorvendo a energia do impacto.